# Italienische Intervention in Spanien
Die italienische Intervention in Spanien (in Italien auch guerra di spagna, deutsch: Spanienkrieg) fand während des Spanischen Bürgerkrieges von 1936 bis 1939 statt. Das faschistische Königreich Italien unterstützte den Putsch rechtskonservativer Militärs gegen Spaniens legitime Volksfront-Regierung. Dabei stieg Italien bald zur mit Abstand am stärksten involvierten ausländischen Macht in dem Konflikt auf, die faktisch als dritter Kriegsbeteiligter einen Angriffskrieg gegen die Spanische Republik führte. Das Eingreifen Italiens trug entscheidend zum Sieg des Franquismus in Spanien bei.
Die Intervention begann am 28. Juli 1936, eineinhalb Wochen nach dem Ausbruch der Kämpfe, mit der materiellen und logistischen Unterstützung der putschenden spanischen Militärs durch das Mussolini-Regime. Diese Hilfeleistungen weiteten sich schrittweise zu einer massiven und umfassenden Militärintervention aus. Seit Herbst 1936 operierte ein autonomer Verband der italienischen Luftwaffe (Aviazione Legionaria) sowie eine italienische Marinemission im Mittelmeer zur Unterstützung der Rebellen. Bis Frühjahr 1937 wurde schließlich mit dem Corpo Truppe Volontarie (CTV) eine ganze italienische Armee von fast 50.000 Mann auf spanischem Boden aufgebaut. Damit befand sich Italien auch ohne Kriegserklärung im faktischen Kriegszustand mit der Spanischen Republik und der Konflikt in Spanien eskalierte zu einem internationalen Krieg. Die anfangs schlecht ausgebildeten CTV-Truppen trugen an der Südfront mit ihrer Blitzkriegtaktik (guerra celere) im Februar 1937 maßgeblich zur Eroberung Málagas bei, wurden einen Monat später jedoch bei Guadalajara schwer geschlagen. Nach seiner Reorganisierung wurde das CTV an die Nordfront verlegt, wo die italienischen Streitkräfte im August 1937 eine entscheidende Rolle bei der Eroberung von Santander spielten. Im Jahr 1938 und 1939 hatte das CTV einen bedeutenden Anteil an der Eroberung Aragoniens, Kataloniens und der Levante.
Das in der Geschichtsschreibung lange gezeichnete Bild eines „sauberen Krieges“ der Italiener in Spanien gilt in der neueren Forschung als klar widerlegt. Eine systematische Einbindung des CTV in die franquistischen Politik der Massenhinrichtungen konnte zwar nicht nachgewiesen werden. Dennoch wurde die italienische Militärintervention von zahlreichen Kriegsverbrechen begleitet: Dazu zählen die Massaker auf der Insel Mallorca unter dem faschistischen Milizenführer Arconovaldo Bonacorsi (1936), sowie die gezielten Terrorbombardierungen der Aviazione Legionaria auf die republikanische Zivilbevölkerung (1937–1939), an welchen sich vereinzelt auch die Regia Marina beteiligte, und denen tausende Menschen zum Opfer fielen. Ebenso waren Einheiten des CTV in die Tötung von Kriegsgefangenen involviert, wobei sowohl Außenminister Ciano als auch Mussolini Mordbefehle zur sofortigen Erschießung aller aus dem Ausland stammenden Kriegsgefangenen bzw. der festgenommenen antifaschistischen Italiener erteilten. Das CTV nutzte darüber hinaus auch Zwangsarbeiter und wandte ihnen gegenüber Foltermethoden an.
Von den über 78.000 Mann, die Italien im Verlauf seiner Intervention nach Spanien entsandte, kamen rund 4300 Mann ums Leben. Die Gesamtverluste Italiens, inklusive der Verwundeten, Gefangenen und Vermissten, werden auf über 16.600 Mann geschätzt. Außerdem investierte Italien mehr als ein gesamtes Jahresbudget seines Militärs in den Konflikt und überließ nach dem Ende der Intervention den Großteil seines in Spanien eingesetzten Kriegsgerätes dem Franco-Regime. Der hohe Materialeinsatz im Spanienkrieg wirkte sich für Italien negativ auf den fortdauernden Abessinienkrieg aus und wird in Kombination mit diesem als eine wichtige Mitursache für Italiens militärische Schwäche während des Zweiten Weltkrieges betrachtet.

## Kriegsführung und Kriegsverbrechen

### Der Seekrieg
Verglichen mit den italienischen Bodentruppen des CTV und den Luftstreitkräften der Aviazione Legionaria, spielte die italienische Marine eine weniger aktive Rolle im Bürgerkrieg. Der italienische Seekrieg fundierte auf einer deutlich problematischeren Rechtslage als der Landkrieg des CTV oder der Luftkrieg der Aviazione Legionaria. Während Italiens Heer und Luftwaffe offiziell mit „Freiwilligen“ im Souveränitätsbereich einer von Italien formell anerkannten Regierung operierten, und damit zumindest über einen quasi-legalen Status verfügten, erfüllten die in internationalen Gewässern durchgeführten Aktionen der Regia Marina gegen republikanische, sowjetische und neutrale Schiffe den Tatbestand der Piraterie. Dennoch nahm Italiens Regia Marina („königliche Marine“) die Rolle eines verlängerten Arms der nationalspanischen Flotte ein. Insgesamt war sie mit 89 Schiffen (mit 677 Missionen) und 58 U-Booten (mit 91 Missionen) an der italienischen Intervention beteiligt. Die italienischen Marineschiffe unternahmen mindestens zwei Angriffe auf republikanische Städte und Häfen (Valencia und Barcelona), wobei sie insgesamt 195 Geschosse und 12 Torpedos abfeuerten. Laut Paul Preston (1999) waren Kriegsschiffe der Regia Marina außerdem noch an jenem Massaker an der Küstenstraße von Málaga nach Almería beteiligt, bei welchem 1936 zehntausende republikanische Flüchtlinge von Luft- und Seestreitkräften der Rebellen beschossen wurden. Die italienischen U-Boote feuerten bei ihren Missionen insgesamt 71 Torpedos ab, wobei sie sechs feindliche Schiffe versenkten und neun weitere beschädigten. Darüber hinaus führte die italienische Marine insgesamt 258 Fahrten mit Nachschub, Truppenüberstellungen oder Verwundetentransporten durch.

#### Regia Marina und Missione Navale Italiana
Die maritime Unterstützung der spanischen Militärputschisten durch Italiens Seestreitkräfte begann Ende Juli 1936. Italienische Kriegsschiffe legten in der spanisch-marokkanischen Hafenstadt Tanger an, wo zunächst tausende von Italienern und andere Ausländer von dem gerade ausgebrochenen Bürgerkrieg evakuierten. Dabei stellten sie sich unmittelbar in den Dienst der Rebellen, in dem sie die republikanischen Marineschiffe aus dem Hafen drängten und Marinesoldaten des San Marco Bataillons zur Hafenübernahme landeten. Die Regia Marina schützte damit die Rebellenflotte vor Gibraltar, andererseits verhinderte sie eine Übernahme Tangers durch die dortige republikanische Mehrheitsbevölkerung. Auf den Balearen unternahm die Regia Marina zwar keinen Versuch, die von den Republikanern gehaltene Insel Menorca zu erobern. Dafür wirkte sie jedoch abschreckend auf den republikanischen Rückeroberungsversuch der Hauptinsel Mallorca, welche daraufhin zur wichtigsten Basis der italienischen Marine und Luftwaffe wurde, von der aus die gesamte Schifffahrt des westlichen Mittelmeeres kontrolliert werden konnte. Seit 10. August 1936 waren bereits zehn italienische U-Boote im Mittelmeer aktiv. Am 12. August versenkten italienische Flugzeuge ein dänisches Frachtschiff nahe Barcelona, und am Tag darauf wurde das spanische Frachtschiff Conde de Albasola getroffen. Im November beschädigte ein italienisches U-Boot zusammen mit der Luftwaffe den Kreuzer Miguel de Cervantes so schwer im Hafen von Cartagena, dass er bis 1938 außer Betrieb blieb.
Die zentrale Rolle bei der Unterstützung Franco-Spaniens durch die italienischen Seestreitkräfte übernahm die Missione Navale Italiana (kurz MNI, zu deutsch „Italienische Marinemission“), die von 3. Oktober 1936 bis 22. November 1938 unter dem Kommando von Admiral Giovanni Ferretti stand. Zu den Hauptaufgaben der MNI zählte die Sicherung des Meeres für die italienische Interventionsarmee, vor allem aber sollte sie den katastrophalen Zustand der franquistischen Marine verbessern. Diese verfügte noch Ende 1936 über keinerlei feste Befehlsstrukturen und Organisation, keine drahtlosen Telegraphenämter, keine Reparaturwerkstätten und keinen Stab. Admiral Ferretti entschied sich daher zur Aufteilung der MNI-Stellen auf drei verschiedene Standorte: Die Büros wurden in Cádiz angesiedelt, wo die italienischen Transportschiffe ankamen. Die Kommandozentrale ließ sich zum Überblicken der politischen Lage bei Francos Regierung in Burgos nieder. Den dritten Standort bildete Palma de Mallorca, von wo aus die Mittelmeer-Blockade organisiert wurde. Das Betätigungsfeld der MNI umfasste erstens die Begleitschutzmissionen für Handelsschiffe, die Franco-Spanien mit Nachschub versorgten, und zweitens die Lieferung von Rüstungsgütern. So wurde Teile der Kampfausrüstung der franquistischen Schiffe Baleares und Canarias ebenso von Italien geliefert wie Flugabwehr-Geschütze für die Marinebasen Franco-Spaniens, telemetrische Instrumente und Unterwasser-Instrumente. Drittens oblag der MNI die Planung gemeinsamer Militäroperationen der See- und Bodenstreitkräfte. Hierzu zählten insbesondere die Beteiligung des Kriegsschiffs Verazzano bei der Eroberung Malagas sowie die Übernahme der Häfen von Cádiz, Huelva und Sevilla.

#### Der U-Boot-Krieg

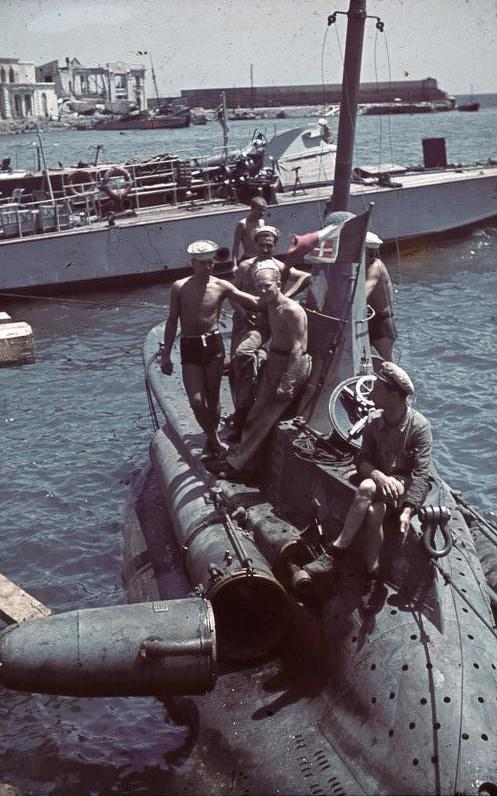
Ein italienisches Zwei-Mann-U-Boot (1942)

Die Anerkennung der Franco-Regierung von Burgos durch Italien Mitte November 1936 zwang die italienischen Kriegsschiffe zum Verlassen der nun offiziell feindlichen republikanischen Häfen. Gleichzeitig begann jedoch eine noch intensivere Zusammenarbeit der franquistischen und italienischen Seestreitkräfte. So starteten italienische U-Boote von November 1936 bis Februar 1937 eine Kampagne gegen republikanische Kriegsschiffe sowie Transportschiffe in republikanischen Gewässern.
Die Bilanz der italienischen U-Boot-Operationen fiel desaströs aus. Die insgesamt 36 U-Boote konnten zwar 161 Ziele ausmachen, davon allerdings nur 15 als „legitime“ Ziele identifizieren. Letztlich feuerten sie nur 28 Torpedos ab, von welchen wiederum nur vier ihre Ziele trafen und dadurch einen leichten Kreuzer der Republikaner beschädigten sowie zwei Handelsschiffe versenkten. Als Hauptgründe dafür sieht die Forschung eine schlechte Ausbildung der Besatzungen, fehlerhafte Torpedos, schlechte U-Boot-Konstruktionen sowie veraltete Taktiken, wie sie seit den Operationen in der Adria während des Ersten Weltkrieges nicht verändert wurden. Zwar leitete der italienische Admiralsstab in der Folge umgehend Reformen bei der Ausbildung ein, die U-Boot-Konstruktionen wie auch die Militärdoktrin blieben jedoch unverändert.
Im März 1937 übergab Italien zwei seiner U-Boote an die spanischen Nationalisten. Diese konnten zwar von März bis Juli kleine Erfolge gegen die republikanische Schifffahrt verbuchen, jedoch wenig gegen die zunehmenden sowjetischen Schifftransporte ausrichten. Stalin nutzte die Möglichkeit für größere Waffenlieferungen an seine spanischen Verbündeten, nachdem im Juni 1937 italienische und deutsche Kriegsschiffe von den Seepatrouillen des Nicht-Interventions-Komitees aus den republikanischen Gewässern ausgeschlossen worden waren. Daraufhin ordnete Mussolini das Unternehmen „Piraten-U-Boot“ an. Die von 6. August bis 13. September 1937 dauernde Operation umfasste insgesamt 59 U-Boot-Missionen im gesamten Mittelmeer, den Einsatz von Kreuzern und Zerstörern zur Blockade der Straße von Sizilien und die Versenkung eines sowjetischen Frachters vor der algerischen Küste durch zwei italienische Torpedoboote. Im Rahmen des Unternehmens wurde am 30. August 1937 irrtümlich auch der britische Zerstörer Havock vom italienischen U-Boot Iride beschossen. Dies führte zur internationalen Konferenz von Nyon, im Zuge welcher Mussolini Italiens U-Boot-Operationen beendete. Wie schon bei der ersten U-Boot-Kampagne kam es auch beim Unternehmen „Piraten-U-Boot“ zu einem „beträchtlichen Missverhältnis zwischen abgefeuerten Torpedos und getroffenen Zielen“. Von den 444 gesichteten Schiffen wurden nur 24 als Ziele identifiziert, auf welche die U-Boote dann 43 Torpedos abfeuerten. Es wurden jedoch nur vier Handelsschiffe versenkt und ein republikanischer Zerstörer beschädigt.
So schlecht auch die militärischen Leistungen der U-Boote ausfielen, umso besser waren die politischen und strategischen Konsequenzen ihrer Einsätze. Italiens Marine wurde während der Konferenz von Nyon mit keinerlei ernsthaften Sanktionen belegt, trotz ihrer offensichtlich rechtswidrigen Aktionen. Wichtiger war noch der Rückzug der Sowjets aus dem Mittelmeer, die ihre Nachschublieferungen für die Republikaner nun über die umständliche Seeroute Baltikum–Frankreich nach Spanien brachten. Nach der Beendigung des Unternehmens „Piraten-U-Boot“ verkaufte die italienische Marine vier ihrer veralteten Zerstörer an die spanischen Nationalisten, mit welchen sie eigene Seeoperationen durchführen konnten. Außerdem verlieh die Regia Marina von September 1937 bis Februar 1938 vier „Legionäre U-Boote“ (Onice, Irede, Ferraris, Galileo) an Franco-Spanien, nachdem dessen einzige zwei U-Boote sich in Reparatur befanden. Doch auch deren Operationen erwiesen sich aus militärischer Sicht als völliger Fehlschlag: Während ihrer dreizehn Missionen kamen sie nur in Reichweite von fünf Schiffen, wobei sämtliche der acht abgefeuerten Torpedos ihre Ziele verfehlten. Die italienische Marinestab sah die Gründe dafür allein beim schlecht ausgebildeten Personal und einer mangelhaften Torpedokonstruktion, nicht jedoch bei ihrer veralteten Militärdoktrin.

#### Sonstige Seeoperationen
Trotz des geringen Operationserfolges ihrer U-Boote entwickelte sich die Kriegslage günstig für die italienische Marine. Ab Frühjahr 1938 dominierten die Marineeinheiten Franco-Spaniens und seiner Verbündeten den Seekrieg. Zusätzlich erschwert wurde die republikanische Schifffahrt durch die territoriale Zweiteilung der Spanischen Republik im April 1938, den Verlust Kataloniens zur Jahreswende 1938/39 sowie die fortwährenden Luftangriffe der Aviazione Legionaria aus Mallorca. Die italienischen Seestreitkräfte konnten sich auf Begleitschutzaufgaben und den Rücktransport tausender verwundeter CTV-Soldaten nach Italien im Oktober 1938 beschränken. 1939 formierte sich Italiens Marine noch einmal, um eine Flucht der verbleibenden republikanische Marineeinheiten in die Sowjetunion zu verhindern. Diese liefen jedoch stattdessen im französisch kontrollierten Bizerte in Tunesien ein. Anschließend verschiffte die Regia Marina im Juni 1939 die letzten CTV-Truppen nach Italien und beendete ihren Einsatz im spanischen Konflikt.

### Massaker unter Bonacorsi auf Mallorca

Die balearischen Inseln heute

Während sich das faschistische Italien im restlichen Franco-Spanien erst ab 1937 verstärkt politisch einzumischen begann, stellte Mallorca für Mussolini bereits 1936 eine Art „politisches Labor“ dar. Mit Billigung Roms etablierte hier der faschistische Milizenführer Arconovaldo Bonacorsi eine Terrorherrschaft, die sich am revolutionär-gewalttätigen squadristischen Faschismus der frühen 1920er Jahre orientierte. Der bald unter dem Kampfnamen Conte Rossi („Roter Graf“) bekannte Bonacorsi stützte seine Besatzungspolitik hauptsächlich auf die örtlichen Falangisten, mit deren Aufbau ihn Ciano explizit beauftragt hatte. Noch im August hatte Bonacorsi mit den „Todesdrachen“ (dragones de la muerte) eine falangistische Miliz aus 50 jungen Männern aufgestellt, die seinem persönlichen Befehl unterstand. Insgesamt verfügten die Rebellen im Herbst 1936 über etwa 2500 Mann auf der Insel.
Der mallorcanisch-sozialistische Politiker Ignasi Ferretjans Sanjuan, der im Januar 1937 von der Hauptstadt Palma nach Menorca geflüchtet war, berichtete über ein von Bonacorsi angeordnetes Massaker an Gefängnisinsassen. Der „Conte Rossi“ habe über 900 Häftlinge eines zum Gefängnis umfunktionierten Schiffes ins Meer werfen lassen, „da er wusste [...] was es kostete sie zu verpflegen“. Die Gesamtzahl der unter Bonacorsi auf Mallorca getöteten Menschen gibt Ferretjans mit 3000 an. Eine ähnliche Einschätzung liefert der französische Monarchist und Schriftsteller Georges Bernanos, der 1936 als Beobachter im Heim eines mallorcanischen Falangistenführers verweilte, in seinem 1938 veröffentlichten Buch Les grand cimetière sous la lune („Die großen Friedhöfe unter dem Mond“). Bernanos zufolge sind zwischen September 1936 und März 1937 insgesamt 3000 Menschen auf Mallorca hingerichtet worden, davon die Mehrheit ohne Gerichtsverfahren. Diese Zahl wurde auch von mehreren Historikern übernommen, etwa John F. Coverdale (1975), Wolfgang Schieder (1985) oder John Gooch (2005). Wesentlich höhere und laut Historikern übertriebene Opferzahlen nennt Manuel Peréz, ein Organisator der Anarchosyndikalisten der CNT, der sich zwischen dem 19. Juli und 18. November 1936 auf Mallorca versteckt hielt, bis er nach Menorca fliehen konnte. In seinem 1937 veröffentlichten Bericht Cuatro meses de barbarie, Mallorca bajo el terror fascista spricht er von 3250 getöteten Arbeitern allein in der Hauptstadt Palma, und 5250 Toten für Mallorca insgesamt.
In einem Schreiben an Außenminister Ciano vom 20. Oktober 1936 wies Bonacorsi ebenfalls auf die Entwicklungen während seiner Herrschaft hin: „Die Zahl der Gefangenen, die ich bei meiner Ankunft vorfand, hat sich stark verringert. Jeden Tag findet eine radikale Reinigung der infizierten Orte und Menschen statt.“ Am gleichen Tag hatte Bonacorsi vor Geistlichen des katholischen Priesterseminars von Mallorca erklärt, diese hätten das erhabene Recht dazu und könnten „alle Roten erschießen“ (Tutti i rossi fucilati). Bekannt ist auch Bonacorsis Slogan Fucilati, fucilati („Erschießen, erschießen“), den er wiederholt gegenüber Falange-Mitgliedern äußerte, wenn er über Kriegsgefangene oder politische Gefangene sprach. Am 29. November, nicht lange vor seiner endgültigen Rückkehr nach Italien, teilte Bonacorsi schließlich seinem Außenministerium mit: „Ich befreie die Inseln täglich von den kommunistischen und freimaurerischen Überbleibseln...“ Der italienische Konsul auf Mallorca meldete im März 1937 nach Rom, dass zwischen August und September 1936 in Summe 1750 Personen auf der Insel exekutiert worden sind, und der Bischof von Mallorca, José Miralles y Sbert, nennt die Zahl von 2000 Toten. Die Exilzeitung des italienischen Sozialisten, Avanti!, schrieb am 17. Oktober 1936 von 1000 Toten und 2000 Inhaftierten auf Mallorca.
Historiker gehen davon aus, dass trotz einzelner möglicher Übertreibungen, der Übernahme von Gerüchten und Falschmeldungen in den Berichten kein Zweifel daran bestehe, dass „Bonaccorsi [sic!] und seine Falangisten-Truppen zahlreiche Exzesse verübt haben, die nicht nur moralisch nicht zu rechtfertigen, sondern auch politisch unnötig waren“. Auch für den mallorcanischen Historiker Josep Massot i Muntaner, der mehrere Arbeiten zum Wirken Bonacorsis vorgelegt hat, weisen die Quellen ungeachtet der genauen Zahl an Hingerichteten klar darauf hin, „dass die Schießereien da waren und dass jeder es wusste.“ Neuere Feldstudien des Forschungsvereins Memòria Historica de Mallorca haben auf Mallorca insgesamt 48 Massengräber mit 2318 Toten aus der Zeit des Bürgerkrieges dokumentiert (Stand 2018). Die von Bonacorsi organisierten Erschießungen werden in der Arte-Dokumentation Mallorca – Tod im Paradies (2022) der deutschen Regisseure Christian Buckard und Daniel Guthmann thematisiert.

### Bombardierung der Zivilbevölkerung
Die Luftangriffe auf zivile Ziele innerhalb der Spanischen Republik, die oft direkt von Rom aus angeordnet wurden, stellten ein Schlüsselelement der italienischen Militärintervention dar. Der Spanische Bürgerkrieg gilt zusammen mit dem Zweiten Japanisch-Chinesischen Krieg als jener Konflikt, in dem neue Strategien der totalen Kriegsführung erstmals „normalisiert“ wurden. Dazu gehörten vor allem die systematischen Luftangriffe auf Städte und die Zivilbevölkerung. Die theoretische Grundlage dafür lieferte insbesondere die Militärdoktrin des italienischen Luftwaffengenerals Giulio Douhet. In seinem erstmals 1921 veröffentlichten Hauptwerk Il domino dell’aria („Luftherrschaft“) plädierte er im Hinblick auf zukünftige Kriege für einen massiven und rücksichtslosen Luftwaffeneinsatz. Dabei sollten, ohne vorherige Kriegserklärung zur Nutzung des Überraschungseffekts, präventiv alle urbanen, wirtschaftlichen und militärischen Zentren des Gegners sofort vernichtet werden. Douhet verteidigte in seiner Schrift Gewalteskalationen jeglicher Art: Die moderne Kriegsführung erlaube keine Unterscheidung mehr zwischen feindlichen Streitkräften und Zivilisten, und auch der Einsatz von Giftgas- und Brandbomben gegen Städte des Gegners sei ein „heiliges Recht“. Mit der Erringung der Luftherrschaft und der moralischen Zerrüttung der Zivilbevölkerung durch Bomber sei der militärische Sieg erreicht. Douhet fasste sein Konzept unter dem Begriff guerra integrale („Integraler Krieg“) zusammen, welches dann erstmals phasenweise beim italienischen Überfall auf das Kaiserreich Abessinien zur Anwendung kam.
Im Spanischen Bürgerkrieg kam die „integrale“ Kriegsführung erstmals während der deutsch-italienischen Luftangriffe auf Städte des Baskenlandes zum Einsatz. Wolfram von Richthofen, seit Januar 1937 Stabschef der deutschen Legion Condor, wurde dezidiert mit der Erprobung von Douhets Luftkriegsthesen beauftragt. Somit sollten in Spanien nicht nur „taktische Bombardierungen“ an der Front zur Unterstützung der Bodentruppen, sondern auch „strategische Bombardierungen“ der feindlichen Nachschublinien im Hinterland sowie „Terrorbombardierungen“ gegen die feindliche Zivilbevölkerung durchgeführt werden, um deren Widerstandswillen zu brechen. Den Beginn der deutsch-italienischen Terrorbombardierungen gegen zivile Ziele im Baskenland markiert der 31. März 1937, als die franquistische Frühjahrsoffensive im Norden startete. Unter dem Kommando von Richthofens attackierte die Aviazione Legionaria die Städte Durango (256 Tote) und Elorrio (7 Tote), wobei der Luftangriff auf Durango später als die bis dahin „schrecklichste Bombardierung einer weißen Zivilbevölkerung in der Weltgeschichte“ bezeichnet wurde. Von Richthofen notierte dazu in sein Tagebuch: „Durango. Kleine und wunderschöne Stadt [...]. Nach einer doppelten Bombardierung durch die Italiener sieht sie furchtbar aus. Es ist, als hätten sich die Bomben genau die Kirchen ausgesucht. Die große Kirche, in der gerade die Messe gefeiert wurde, hat mindestens sechs Bomben abbekommen, ein Kirchenkloster [...] mindestens vier. Nur die Außenmauern stehen noch.“

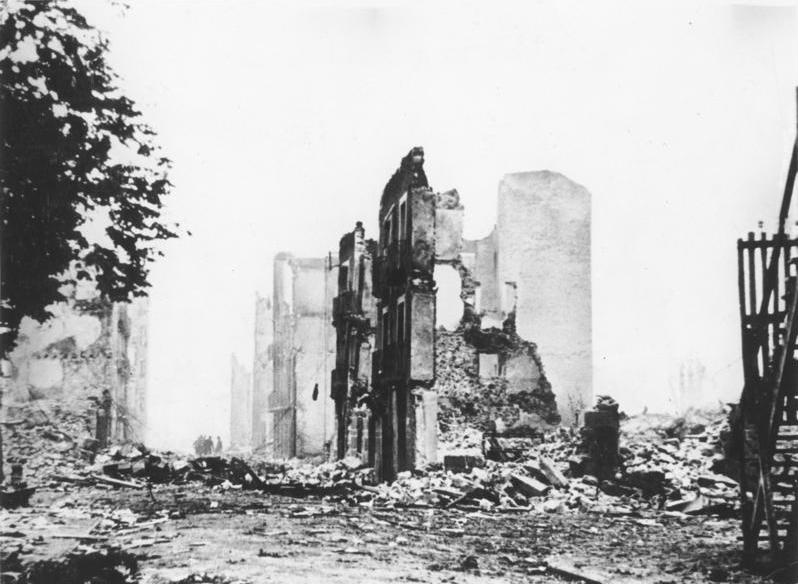
Das zerstörte Guernica nach dem deutsch-italienischen Luftangriff (1937)

Am 25. April folgte der brutale italienische Luftangriff auf Eibar (200 Tote), einen Tag später nahm die Aviazione Legionaria am berüchtigten Luftangriff auf Guernica teil (bis zu 2000 Tote). Dabei waren einerseits drei bis sechs SM.79 Bomber an der direkten Bombardierung des Stadtzentrums beteiligt. Andererseits bildeten dreizehn CR.32 Jäger gemeinsam mit deutschen Flugzeugen um Guernica einen fliegenden „Feuerring“, von welchem aus alle Menschen, die aus der Stadt zu flüchten versuchten, mit den an Bord befindlichen Maschinengewehren beschossen wurden. Letztlich wurden fast alle baskischen Städte wiederholt Opfer von deutschen oder italienischen Luftangriffen. Auch Bilbao, Hauptstadt und wichtigster Hafen des Baskenlandes, wurde im April 1937 mehrmals von der Legion Condor und der Aviazione Legionaria bombardiert. Laut baskischen Regierungsangaben forderten die deutsch-italienischen Luftoperationen allein im April 1937 insgesamt 2445 Tote und 1601 Verletzte. Die Brutalität des deutsch-italienischen Luftkrieges im Baskenland führte schließlich dazu, dass 4000 baskische Kinder als Flüchtlinge in Großbritannien aufgenommen wurden.
Auf Seiten der italienischen Führung zeigte man sich mit den vernichtenden Folgen der Terrorbombardements auf die Moral der Basken hochzufrieden. Der „moralische Effekt“, so General Velardi in einer Meldung an Mussolini vom 13. April 1937, habe sich „als sehr großartig gezeigt“. Mussolini – selbst ein glühender Anhänger von Douhets „integralen“ Kriegsmethoden – ordnete zwei Tage nach der Einnahme Bilbaos am 21. Juni 1937 an, dass General Bastico mit Blick auf die exzellenten militärischen Ergebnisse der Terrorbombardierungen von diesen nicht ablassen solle, bis „die Feinde“ vollkommen demoralisiert seien. Am 14. Dezember 1937 sendete Mussolini auch ein Telegramm an Basticos Nachfolger General Berti, in welchem der Duce klarstellte, dass die wichtigste Aufgabe der Luftangriffe die Terrorisierung der gegnerischen Nachhut sowie die Bombardierung von Stadtzentren sei. Verstärkt getestet wurde die Bombardierung der Zivilbevölkerung von den Italienern dann in den republikanischen Regionen Aragonien, Valencia und Katalonien. So wurden im November 1937 die aragonesischen Städte Barbastro, Bujaraloz, Caspe und Alcañiz Opfer von intensiven Luftangriffen.

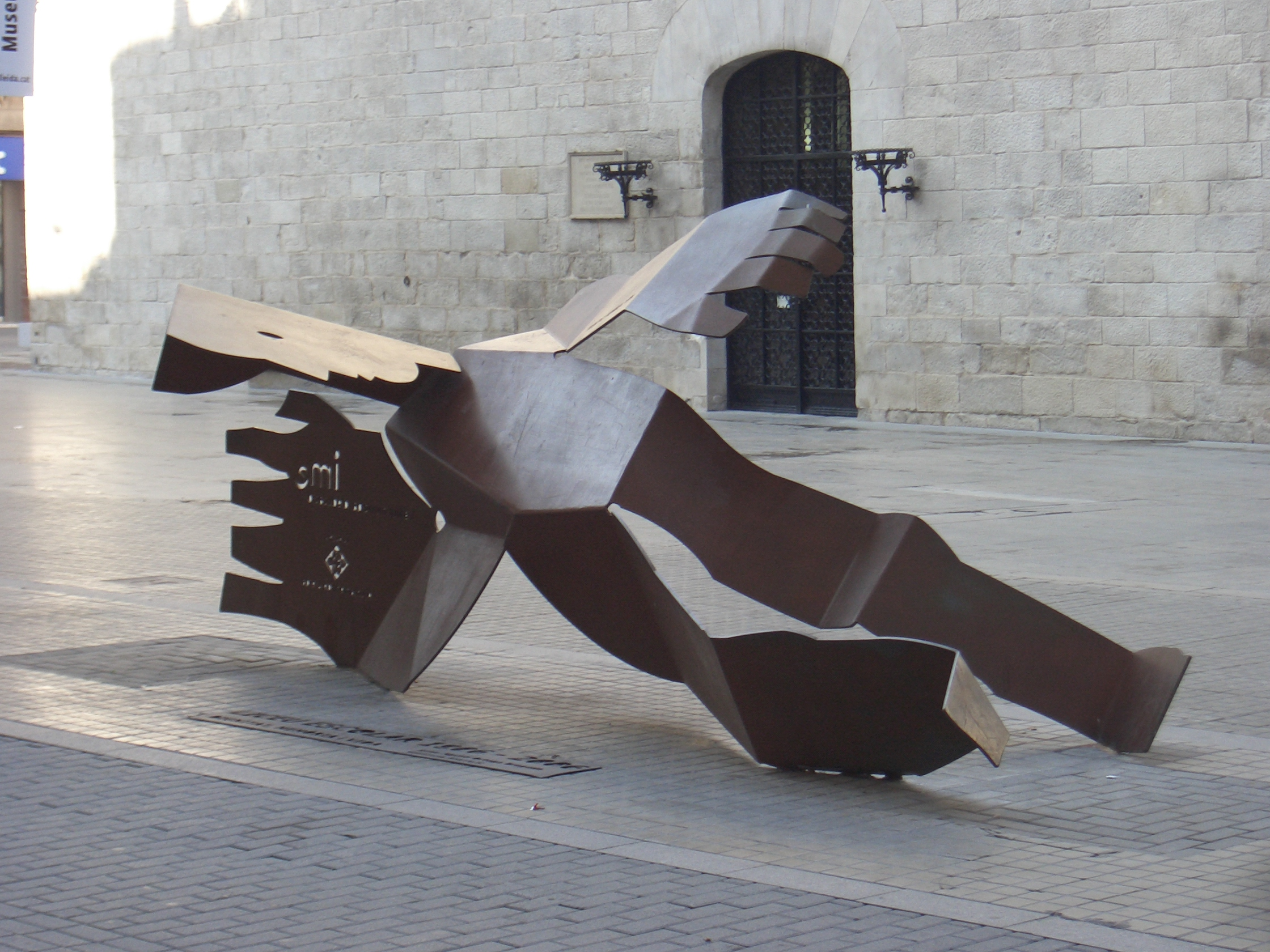
Denkmal für die von der Aviazione Legionaria getöteten Schulkinder von Lleida

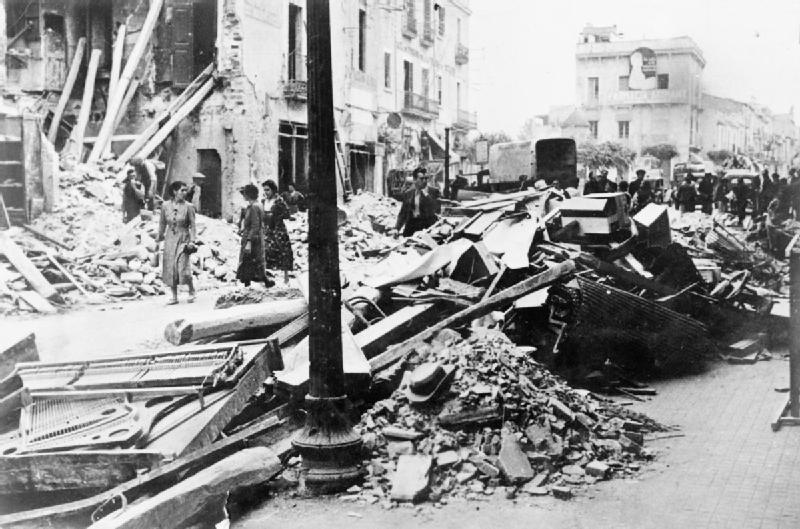
Das zerstörte Granollers nach dem italienischen Luftangriff (1938)

Entlang der Mittelmeerküste wurde die Terrorbombardierung von republikanischen Städten, Ortschaften und Zivilisten durch italienische Luft- und Seestreitkräfte zu einem „konstanten Merkmal des Krieges“. Am 14. Februar 1937 beschoss das Kriegsschiff Duca d’Aosta das Stadtzentrum von Valencia mit 125 Granaten, außerdem wurde die Stadt von Februar bis Oktober 1937 wiederholt von der Aviazione Legionaria bombardiert, was zu hunderten von Toten und Verletzten führte. Der schwere Luftangriff vom 26. Januar 1938 hinterließ rund 200 weitere Todesopfer. Auch hier war der Terror aus der Luft eine von höchster Stelle beabsichtigte Kriegsmethode. So erteilte Außenminister Ciano am 26. August an General Bastico die Order, Valencia mit „massiven Luftschlägen“ anzugreifen, um „die Moral der Bevölkerung zu zerstören“. Seine Überzeugung von der Notwendigkeit „den Feind zu terrorisieren“, hielt Ciano auch in einem Tagebucheintrag zu Valencia fest. Ähnlich erging es zahlreichen weiteren Städten der Region Valencia wie Sagunt, Castellón, Peñíscola und Benicarló, als besonders brutal gilt der italienische Luftangriff auf den Marktplatz von Alicante vom 25. Mai 1938 mit über 300 Toten.
In Katalonien, wo die Aviazione Legionaria deutlich aktiver war als die Legion Condor, fand mit der Bombardierung von Lleida am 4. November 1937 der schwerste Luftangriff des gesamten Jahres statt. Unter den 210 Toten waren auch etwa 60 Kinder der von Bomben getroffenen örtlichen Schule. Als besonders blutige Luftangriffe gelten auch die Operationen gegen Granollers im Mai (224 Tote) und Badalona (über 60 Tote) im Juni 1938. Jedoch wurden fast alle größeren katalanischen (wie auch valencianischen) Städte ab 1938 regelmäßig von italienischen oder deutschen Flugzeugen bombardiert.
Die langwierigsten Luftangriffe erfolgten auf Barcelona, die spätere republikanische Hauptstadt. Die Stadt wurde bereits einen Tag vor Valencia Opfer eines Seeangriffs, als der italienische Kreuzer Eugenio di Savoia am 13. Februar 1937 Barcelonas Hafen sowie das Stadtzentrum mit 70 Granaten beschoss. Ab März 1937 wurde Barcelona dann über das gesamte Jahr wiederholt von italienischen Flugzeugen bombardiert, wobei der schwerste Angriff des Jahres 1937 am 1. Oktober erfolgte (112 Tote). Ab 1938 begann die faschistische Führung in Rom jedoch mit einer gezielten Terrorkampagne gegen die Stadt. Der erste Angriff erfolgte bereits am Neujahrstag und wurde persönlich vom Stabschef der italienischen Luftwaffe, General Valle, vom italienischen Festland aus durchgeführt. Noch im Januar folgten mehrere weitere brutale Luftangriffe. Dabei notierte Außenminister Ciano, fasziniert von der beispiellosen Gewalt der blutigsten Luftoperation vom 30. Januar, in sein Tagebuch: „Pulverisierte Gebäude, unterbrochener Straßenverkehr, Panik die zum Wahnsinn wurde, mit 500 Toten und 1500 Verletzten. Eine gute Lektion für die Zukunft.“ Nachdem Mussolini die italienischen Luftangriffe im Februar 1938 kurzfristig wegen Unstimmigkeiten mit Franco ausgesetzt hatte, ordnete er unter dem Eindruck der jüngsten außenpolitischen Ereignisse (Anschluss Österreichs, Wahlsieg der linken Volksfrontregierung in Frankreich) am 16. März persönlich eine dreitägige Bombardierung Barcelonas an. Dabei kam eine neue Angriffsmethode zum Einsatz, die Mussolini als „rhythmisches Hämmern“ bezeichnete: wiederholte Angriffswellen in Drei-Stunden-Interwallen, die die Luftschutzsirenen überflüssig machen würden, da nicht mehr klar wäre, ob die Sirenen den Beginn oder das Ende eines Angriffs ankündigen. Die anschließenden „einundvierzig Stunden Terror und Panik, wie es sie in der Hauptstadt Kataloniens noch nie gegeben hatte“, forderten rund 1000 Tote und 2000 Verletzte.
Der dreitägige Märzangriff provozierte zahlreiche internationale Proteste aus den USA, dem Vatikan und dem Großteil der europäischen Presse, jedoch führten diese nicht zu einer Einstellung der Terrorbombardierungen. Wie Ciano in seinem Tagebuch notierte, erklärte Mussolini ganz im Gegenteil „seine Zufriedenheit darüber, dass die Italiener endlich einmal durch ihre Angriffslust Schrecken verbreiten, statt als Mandolinenspieler Gefallen zu erregen.“ Die Luftangriffe auf Barcelona wurden bis unmittelbar vor seiner Eroberung durch franquistische Truppen im Januar 1939 fortgesetzt, wobei in der Endphase auch die deutsche Legion Condor verstärkt daran beteiligt war. Insgesamt wurden dabei zwischen 1937 und 1939 mehr als 4000 Menschen getötet und über 6000 Gebäude beschädigt. Die Spanische Republik fiel schließlich Ende März 1939, woraufhin sich Tausende von Flüchtlingen am Hafen von Alicante versammelten. Sie hofften über den Seeweg fliehen zu können, während sich die italienischen CTV-Truppen der Stadt näherten. Daraufhin attackierte die italienische Luftwaffe wiederholt die von Flüchtlingen überfüllten Häfen mit Bomben- und Tieffliegerangriffen. Dies stellte die letzte große Operation der Aviazione Legionaria während des Krieges dar.

### Hinrichtung von Kriegsgefangenen
Im Falle festgenommener ausländischer Unterstützer der Spanischen Republik, insbesondere italienischer Antifaschisten, sind direkte Befehle aus Rom an das CTV überliefert, diese ohne vorheriges Gerichtsverfahren sofort hinrichten zu lassen. So ordnete Außenminister Ciano im Vorfeld der Schlacht von Málaga 1937 an, dass „Söldner [...], beginnend mit italienischen Abtrünnigen“ auf der Stelle zu erschießen seien. Diese Vorgehensweise wurde von General Roatta während der Kämpfe praktiziert, nach der Einnahme der Stadt jedoch eingestellt und den Franco-Truppen überlassen. Das CTV lieferte 2000 Gefangene an die Franquisten aus, von denen sie anschließend erschossen wurden. Ein weiterer kollektiver Mordbefehl, diesmal von Mussolini selbst, ist in Cianos Tagebuch überliefert. Demnach ordnete Mussolini nach der Eroberung Kataloniens im Februar 1939 an, sämtliche dort festgenommenen Italiener erschießen zu lassen, die zuvor die Spanische Republik unterstützt hatten. Als Begründung gab der „Duce“ an, dass „Tote nicht mehr reden können“. Inwieweit dieser Befehl umgesetzt wurde, ist unbekannt. Jedoch vermutet Brain R. Sullivan (1995), dass Mussolini den CTV-Kommandeur, General Gambara, mit dem Massenmord beauftragt hat, da dieser im Anschluss vom Oberstleutnant zum Generalmajor befördert wurde und fortan der „Lieblingsgeneral“ des italienischen Diktators war.
Daneben sind mehrere Berichte über Hinrichtung von Kriegsgefangenen durch Angehörige des CTV überliefert. Dazu zählt eine persönliche Erklärung von Arconovaldo Bonacorsi, dem ehemaligen italienischen Konsul von Mallorca. Bonacorsi nahm an den Kämpfen in Málaga 1937 als CTV-Inspektor teil und gab anschließend offen zu, unbewaffnete „Kommunisten“ getötet zu haben. Mordaktionen an Kriegsgefangenen durch Angehörige des CTV sind auch während der Schlacht von Guadalajara dokumentiert. Nach der Eroberung der katalanischen Stadt Girona am 4. Februar 1939 sollen Soldaten der gemischen Frecce nere Division dort ebenfalls gefangengenommene Verteidiger hingerichtet haben.

### Zwangsarbeit und Folter
Das CTV verfügte mit dem 155. Arbeitsbataillon über eine eigene Truppe von 400 Zwangsarbeitern, die sich aus Häftlingen des deutsch-spanischen Konzentrationslagers Mirande de Ebro zusammensetzten. Dabei wurden von der CTV-Führung auch schwere Strafen gegenüber den Zwangsarbeitern verhängt, die im Widerspruch zum Kriegsrecht standen. So wurden die Angehörigen des Bataillons beispielsweise an Händen und Füßen zusammengebunden und anschließend über mehrere Tage an Bäumen oder Laternenpfählen hängen gelassen.

## Opferzahlen, Materialverluste, Kriegskosten

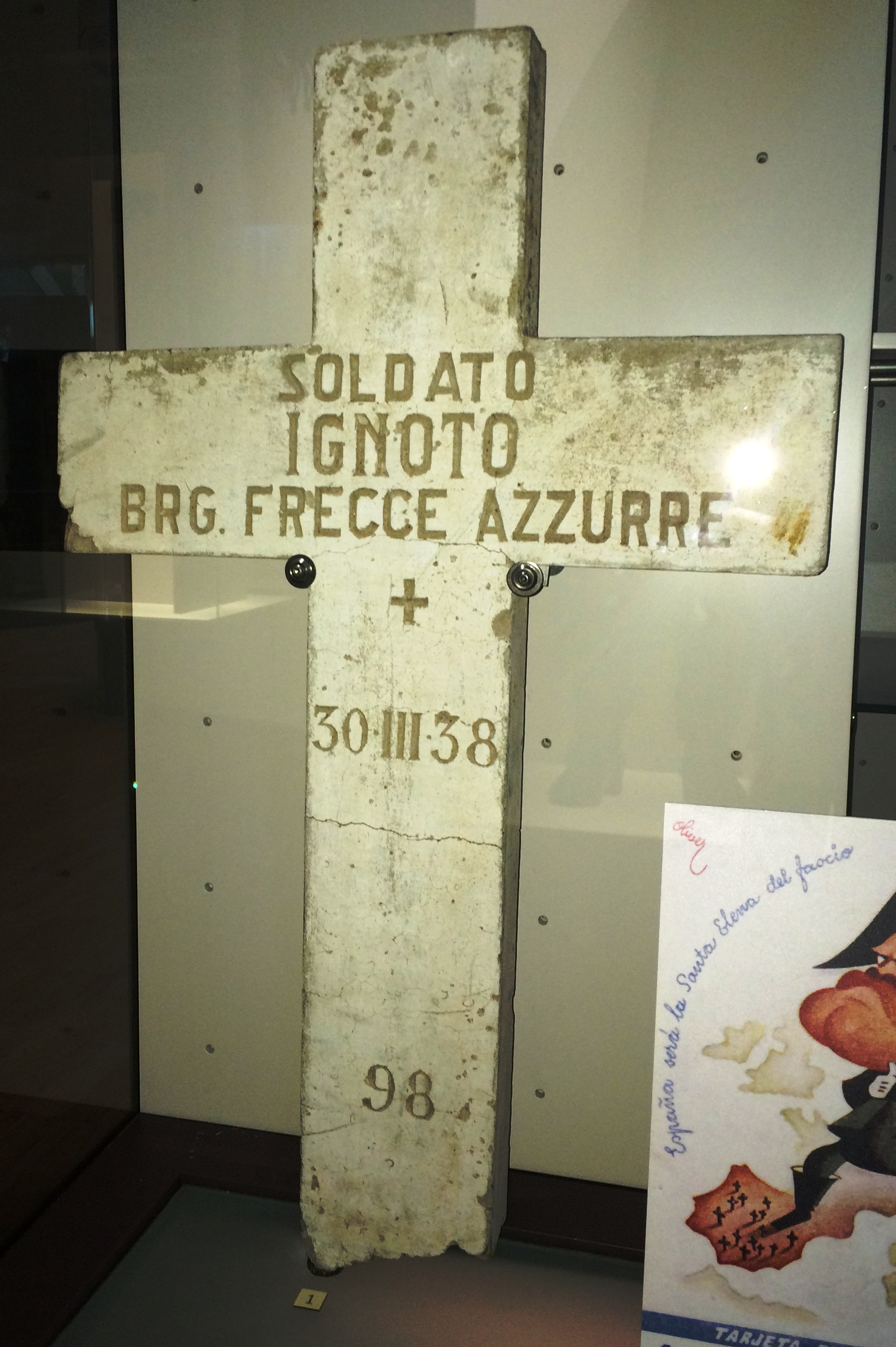
Grab eines unbekannten italienischen Soldaten der Brigade Frecce Azzurre, der 1938 während der Ebroschlacht gefallen ist

Von den insgesamt 78.846 Mann, die vom faschistischen Italien zwischen 1936 und 1939 nach Spanien geschickt wurden (43.189 Soldaten, 29.646 Schwarzhemden, 5.699 Mann Luftwaffen-Personal, 312 Militärarbeiter), kamen den offiziellen Angaben italienischer Stellen zufolge 3819 Mann um. Von diesen gehörten 1824 der Armee an, 1777 zur faschistischen Miliz, 180 zur Luftwaffe und 38 zur Marine. Außerdem wurden zwischen 11.000 und 12.000 Mann verwundet, die jeweils zur Hälfte Armeesoldaten und zur anderen Hälfte faschistische Milizionäre waren. Die Todesrate entspräche somit 4,5 % bei Armeesoldaten und 6 % bei den Schwarzhemden. Bereits diese vom faschistischen Regime veröffentlichten Zahlen entsprachen einer „politischen Katastrophe“: Einerseits waren die italienischen Verluste in Spanien sehr viel höher als im Abessinienkrieg (im Verhältnis zur Anzahl der insgesamt eingesetzten Soldaten). Andererseits machten faschistische Milizionäre einen besonders hohen Anteil der Verluste aus, obwohl gerade sie in der faschistischen Propaganda als Eliten einer neuen kriegerischen „Rasse“ dargestellt wurden.
Darüber hinaus wird die offizielle Zahl der Gefallenen bei den italienischen Bodentruppen von der neueren Forschung als zu niedrig betrachtet. So heben Brian R. Sullivan (1995) und Hugh Tomas (2012) hervor, dass allein in Spanien 4157 Italiener begraben sind, die an der Seite der Franquisten gekämpft haben. Außerdem seien Dutzende weitere an anderen Orten begraben oder auf hoher See ums Leben gekommen. Damit seien die Verluste der italienischen Bodentruppen mit mindestens 4100 Gefallenen anzusetzen. Die Gesamtzahl der Gefallenen beziffert Javier Rodrigo (2016) vor diesem Hintergrund mit 4300 Mann, während die Gesamtverluste Italiens – inklusive der Verwundeten, Vermissten oder Gefangenen – mit 16.655 Mann angibt, was der Stärke von etwa anderthalb Armeekorps entsprach.
Die Italiener lieferten nach Spanien 759 Flugzeuge, 6600 Geschütze, Mörser und Maschinengewehre, 157 Panzer, 7400 motorisierte Fahrzeuge, 1,8 Millionen Uniformen, hunderttausende Gewehre, 7,7 Millionen Granaten sowie 319 Millionen Patronen für Handfeuerwaffen. Außerdem wurden von Italien im Rebellengebiet Radiostationen, Zeitungen, die CIAUS-Trainingslager und zwei Krankenhäuser gegründet. Die Gesamtkosten der italienischen Intervention bleiben weiterhin unklar.  Nach dem Abzug des CTV im Mai 1939 kalkulierte Italien die offiziellen Schulden Franco-Spaniens für den italienischen Einsatz mit 8,3 Milliarden Lire (davon rund 4,17 Milliarden für das Heer, weitere 1,76 Milliarden für die Luftwaffe und 150 Millionen für die Marine, insgesamt rund 6 Milliarden Lire). Nachdem Mussolini diese Verbindlichkeiten Franco-Spaniens mit einem Schuldenerlass um rund ein Drittel auf 5 Milliarden Lire reduziert hatte, wurde der Betrag vom Franco-Regime bis zum Jahr 1967 vollständig an Italien zurückbezahlt. Historiker schätzen Italiens Gesamtausgaben für die Intervention jedoch höher ein. John Coverdale und Paul Preston gehen von 8,5 Milliarden Lire aus, Brain R. Sullivan (1992) hält bis zu 8,7 Milliarden Lire für möglich. Javier Rodrigo (2016) merkt in seiner Monographie jedoch an, dass die 6 Milliarden Lire nur die Materialkosten bis zum Juni 1938 deckten. Außerdem seien in den 8,5 Mrd. Lire die Personalausgaben, Schadenersätze und medizinischen Versorgungen nicht inbegriffen. Laut Rodrigo sollen sich die Gesamtkosten der Intervention auf etwa 10 Milliarden Lire belaufen.

## Rezeption

### Forschungsgeschichte
Italienische Kriegsteilnehmer und zeitgenössische Beobachter veröffentlichten bereits in den 1930er und 1940er Jahren in einer ersten Publikationswelle Bücher und Artikel zur italienischen Intervention in Spanien. Diese waren jedoch ausnahmslos von der faschistischen Ideologie und Zensur beeinflusst. Eine zweite Welle von Veröffentlichungen – vor allem auf Italienisch und Spanisch – setzte seit den 1960er Jahren ein. Im Vergleich zu den vorherigen Publikationen waren diese Arbeiten informativer und objektiver, litten jedoch unter der beschränkten Verfügbarkeit von Primärquellen. Abgesehen von einfachen Erläuterungen zu den italienischen Militäroperationen blieben selbst grundlegende Daten (Truppenanzahl, Materialmenge) unsicher. Für die breitere internationale Öffentlichkeit von Interesse waren insbesondere die 1946 und 1953 in zwei Bändern herausgegebenen Tagebücher von Galeazzo Ciano. Dessen Ausführungen erlaubten einen tiefen Einblick in die Art und Weise, wie er und Mussolini die Intervention leiteten. Im Jahr 1961 erschien das Buch The Spanish Civil War von Hugh Thomas, dessen dritte Ausgabe von 1977 maßgeblich überarbeitet und erweitert wurde. In Thomas’ Werk stellte die Rolle Italiens zwar keinen Schwerpunkt dar, dennoch lieferte er eine erhebliche Menge an Informationen zur italienischen Beteiligung. Die letzte aktualisierte Auflage von Thomas Buch erschien 2012. In den 1980ern kamen Arbeiten von Willard C. Frank jr. hinzu. Dieser konzentrierte sich auf die Seekriegsführung während des Bürgerkrieges und stellte ebenfalls wichtige Details zur Intervention Italiens zusammen.
Die mit Abstand wichtigste Pionierarbeit bis zu diesem Zeitpunkt kam jedoch von John Coverdale. In seinem 1975 veröffentlichten Standardwerk Italian Intervention in the Spanish Civil War lieferte er eine Synthese jener Publikationen, die bis Mitte der 1970er Jahre auf Italienisch, Spanisch, Französisch, Deutsch und Englisch zum Thema erschienen waren. Darüber hinaus zog er auch neue Quellen aus diversen Archiven in Spanien, Großbritannien und Italien hinzu. 1977 erschien eine erweiterte Fassung des Buchs in italienischer Sprache. Dennoch wies Coverdales Arbeit auch einige Schwächen auf: So fehlten zahlreiche zu diesem Zeitpunkt noch unzugängliche italienische Militärdokumente, was zu einem Fokus auf die kürzere erste Phase der Intervention bis März 1937 und einer Vernachlässigung des restlichen Zeitraums führte. Außerdem lag Coverdales Schwerpunkt bei den italienischen Bodentruppen. Zwar stellten diese den bei weitem größten Teil der italienischen Interventionseinheiten, allerdings waren die italienische Luftwaffe und Marine für Francos Sieg weitaus bedeutender, als dies bei Coverdale aufschien. Dennoch gilt seine Monographie zusammen mit der Arbeit von Thomas als „Startpunkt für jeden, der mit einer Studie über die Italiener in Spanien beginnt“. Auch Renzo De Felice behandelte im 1981 veröffentlichten fünften Band seiner Mussolini-Biographie die italienische Intervention in den Spanienkrieg, orientierte sich dabei jedoch größtenteils an der Interpretation Coverdales.

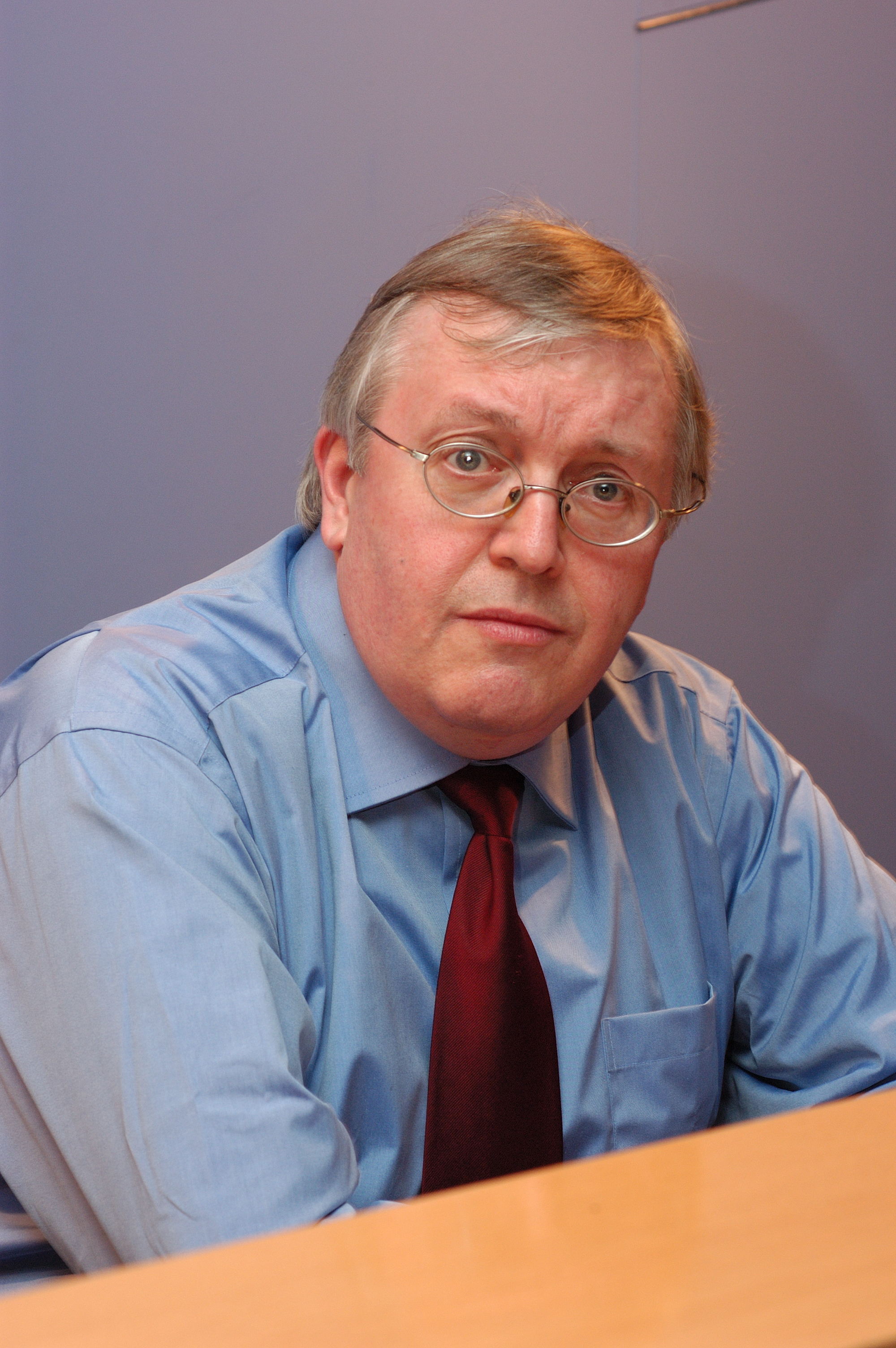
Paul Preston (2004)

In den 1990er Jahren erschienen schließlich offizielle und gut dokumentierte Militärgeschichten, die von den offiziellen Stellen der beteiligten italienischen Teilstreitkräfte herausgegeben wurden: Die in zwei Bändern veröffentlichte Überblicksarbeit von Alberto Rovighi und Filippo Stefani (La partecipazione italiana alla guerra civile spagnola (1936–1939), Rom 1992 und 1993), die den Seekrieg behandelnde Monographie von Franco Bargoni (L’impegno navale italiano durante la guerra civile spagnola (1936–1939), Rom 1992) und das auf den italienischen Luftkrieg fokussierte Buch von Ferdinando Pedriali (Guerra di Spagna e aviazione italiana, Rom 1992). Diese Arbeiten bildeten mit ihren zahlreichen Analysen, Dokumenten und Karten eine solide Basis für die künftigen Forschungsarbeiten zur italienischen Intervention im Spanischen Bürgerkrieg. Weitere wichtige Veröffentlichungen bildete die vom italienischen Außenministerium herausgegebene Sammlung diplomatischer Dokumente. Im Jahr 1994 erschien zudem Paul Prestons maßgebliche Franco-Biographie, die einen guten Teil an neuen Details über die Beziehungen Francos zu Mussolini und den italienischen Kommandanten in Spanien enthielt. Darüber hinaus legte Preston 1996 und 1999 Detailstudien über die diplomatischen und strategischen Hintergründe sowie die Kriegsführung und Folgen der italienischen Intervention vor.
Einen bedeutenden Beitrag aus den 1990er Jahren stellte schließlich auch die Studie von Brian Sullivan dar, welche die Forschungsdebatten bis zum Jahr 1995 zusammenfasste. Im neuen Jahrtausend erschien dann mit der Monographie von Morten Heiberg (Emeradores del Mediterráno. Franco, Mussolini y la guerra civil española, Barcelona 2004) das wichtigste Standardwerk zur italienischen Intervention seit Coverdale, wobei Heiberg ein neues konzeptuelles Gerüst zu deren Interpretation lieferte. Eine weiterreichende Betrachtung der italienischen Intervention lieferte schließlich Javier Rodrigo mit seiner 2016 erschienenen Monographie La guerra fascista. Italia en la Guerra Civil española, 1936–1939, die 2021 ins Englische übersetzt wurde und somit die erste englischsprachige Detaildarstellung der italienischen Intervention seit der Studie Coverdales 45 Jahre zuvor darstellt. Im Jahr 2019 veröffentlichte Michael Alpert mit Franco and the Condor Legion. The Spanish Civil War in the Air die erste Monographie über die Luftoperationen während des Spanischen Bürgerkrieges in englischer Sprache. Die Arbeit behandelt in erster Linie die Rolle der deutschen, daneben aber auch die der italienischen Luftstreitkräfte.
Zu den wesentlichen Arbeiten der profranquistisch-antikommunistischen Historiographie gehören die Werke von Licio Gelli und Antonio Lenoci (Dossier Spagna. Gli italiani nella guerra civile (1936–1939). Bari 1995), Pierluigi Romeo di Colloredo Mels (Frecce Nere! Le camicie nere in Spagna 1936–1939. Genua 2012) und Massimiliano Griner (I ragazzi del ‘36. L’avventura dei fascisti italiani nella Guerra Civile Spagnola. Mailand 2006).

### Typologische Einordnung der Intervention
In der Geschichtsschreibung wurde von der italienischen Intervention in Spanien lange das Bild eines „sauberen Krieges“ gezeichnet, ohne Gewalt und Repressalien. So behauptete Sandro Attanasio (1974) in seiner Arbeit über Italiens Spanienkrieg, die „klugen und mutigen kleinen Italiener“ hätten in Spanien niemals Morde begangen, und Kriegsgefangene seien stets human und gemäß der internationalen Konventionen behandelt worden. Dieser Darstellung widerspricht klar die neuere Forschung, der zufolge die Realität „unendlich viel komplexer“ war. Historiker führen den weitverbreiteten Brava-Gente-Mythos, in dessen Zuge eine „Schönfärberei“ der vom faschistischen Italien verübten Kriegsverbrechen oder Verbrechen gegen die Menschlichkeit stattfindet, auch darauf zurück, dass sich die Geschichtswissenschaft lange Zeit überwiegend mit den Verbrechen des Nationalsozialismus beschäftigt hat, und dabei die Vergehen der italienischen Faschisten (wie die Bombardierung der republikanischen Zivilbevölkerung) vernachlässigt wurden.
So wurden auch die schweren Luftangriffe auf Durango (336 Tote), Lleida (210 Tote) und Granollers (224 Tote) lange Zeit irrtümlich der deutschen Legion Condor zugeschrieben. Im Falle Durangos wurde der Angriff zwar von deutschen Offizieren geplant, jedoch allein von Kampffliegern der Aviazione Legionaria durchgeführt. Die Verantwortung für die Luftangriffe auf Lleida und Granollers wird von der neueren Forschung ausschließlich der italienischen Luftwaffe zugewiesen.
Bezogen auf die Kriegsführung des CTV erlaubt die Quellenlage laut Javier Rodrigo (2016) keine stereotypischen Pauschalurteile: Weder könne nachgewiesen werden, dass das CTV systematisch in die Routine der Massengewalt im franquistischen Hoheitsgebiet eingebunden war, noch könne bestätigt werden, dass das CTV vollkommen losgelöst von dieser Politik gehandelt hätte. Rodrigo (2019) resümiert über die Soldaten des faschistischen Italiens in Spanien:
„Sie waren weder sexuelle Raubtiere, noch waren sie selige christliche Soldaten, die sich um das Wohlergehen von Frauen und Kindern sorgten. Direkte archivarische Quellen weisen jedoch in die beunruhigendste Richtung: die Identifizierung des CTV – und vor allem der Aviazione Legionaria – bei Landoperationen, als einen Schlüsselmuskel von Francos Henkersarmee gegen das [republikanische] Anti-Spanien.“
Der australische Mussolini-Biograph Richard J. B. Bosworth (2010) urteilt zum Spanienkrieg Italiens: „Wie in Äthiopien bestätigten die faschistischen Aktionen den Ruf Italiens, einer der schlimmsten Tyrannen der Gegenwart zu sein.“ Neuere Studien ordnen die italienische Intervention als einen Angriffskrieg ein, und diskutieren ihn im Kontext einer „faschistischen Kriegsführung“ (fascist warfare).

### Anteil Italiens am Sieg der Rebellen

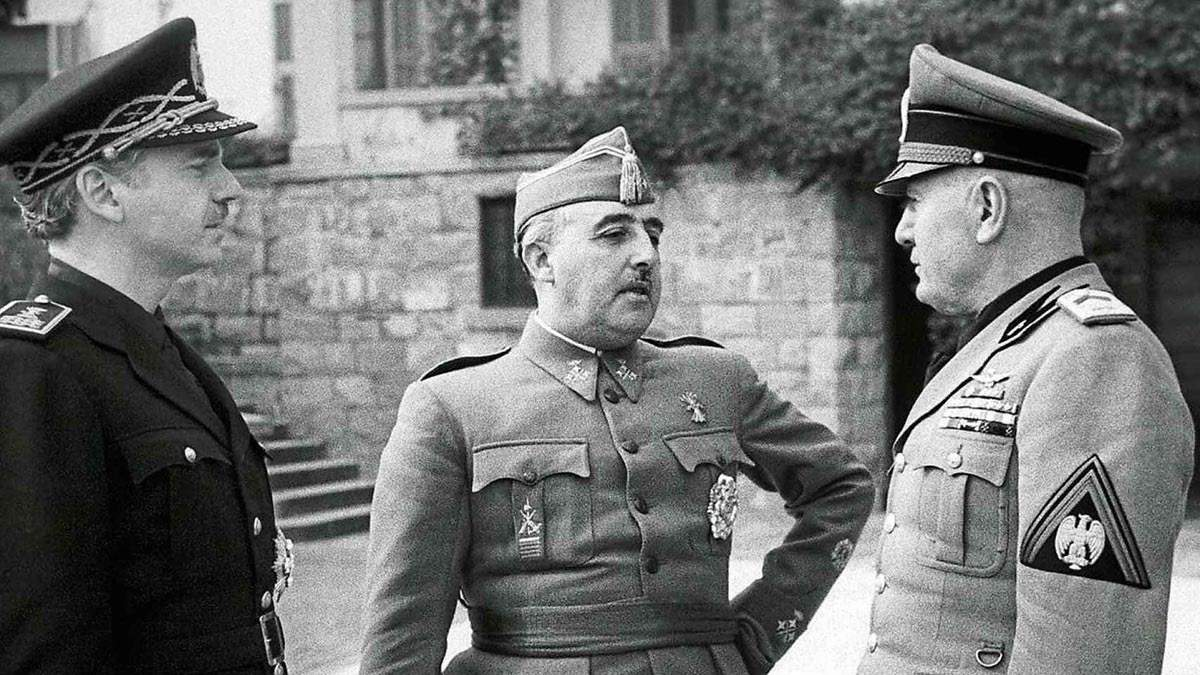
Mussolini, Franco und Ramón Serrano Súñer (1941)

Historiker sind sich weitgehend einig, dass die italienische Intervention einen entscheidenden Beitrag für den Sieg Francos im Bürgerkrieg leistete. Obwohl die deutsche Intervention für mehr Beachtung sorgte, war es das faschistische Italien, dass sich von Anfang an in einem weitaus größeren Maße mit Soldaten und Material am spanischen Konflikt beteiligte als jede andere ausländische Macht. So erreichte die deutsche Materialunterstützung für die franquistischen Rebellen nie mehr als die Hälfte bis maximal drei Viertel der italienischen Lieferungen. Am sichersten sind die Zahlen bei der Luftwaffe: Während Italien insgesamt 414 Jäger lieferte, kamen aus Deutschland nur 282. Bei den Bomberflugzeugen überbot Rom die Unterstützung aus Berlin im Verhältnis 9 zu 7. Ebenso richtete Italien im März 1937 im Rebellengebiet zahlreiche Trainingslager ein, die mit der Ausbildung spanischer Offiziersanwärter, Panzer- und Artilleriebesatzungen, Ingenieure sowie Spezialisten für die chemische Kriegsführung begannen. Bis Kriegsende durchliefen etwa 25.000 Mann die italienischen Bildungsstätten.
Eine fundamentale Bedeutung wird auch dem Beitrag der italienischen Marine und deren beschränkten, oft im Geheimen und illegal durchgeführten Operationen beigemessen. Die italienische Marine sicherte den Truppen-, Waffen- und Ausrüstungstransport für das CTV und die Aviazione Legionaria ab, gleichzeitig verhinderte sie den Nachschub über den Seeweg für die Spanische Republik. „Es ist schwer vorstellbar“, konstatiert Brian R. Sullivan (1995), „dass die Nationalisten ohne eine solche Unterstützung hätten gewinnen können“.
Javier Rodrigo (2019) gibt zu bedenken, dass das italienische Truppenkontingent in Spanien einem Viertel der im Abessinienkrieg eingesetzten Invasionsarmee entsprach, und fast doppelt so viele Soldaten zählte wie die gesamten Internationalen Brigaden. Damit, dass er das unter allen involvierten Staaten größte ausländische Truppenkontingent nach Spanien entsandt habe, sei es Mussolini gewesen, der den Spanischen Bürgerkrieg erst wirklich internationalisiert habe. Mussolinis Soldaten stellten rund ein Zehntel der gesamten Armee Franco-Spaniens, und das faschistische Regime steckte die einem ganzen italienischen Militärjahreshaushalts entsprechende Geldsumme in den Krieg. Im Landkrieg sei den CTV-Truppen eine bedeutende Rolle bei der Eroberung von Malaga, Bermeo und Santander sowie den Regionen Aragon, Valenzcia und Katalonien zugekommen.

### Auswirkungen auf Italiens weitere Kriegsführung
Schon die faschistische Führung Italiens begründete das desaströse Scheitern ihres späteren „Parallelkrieges“ von 1940/41 mit den hohen Kosten, die ihre Intervention in Spanien forderte. Nach 1945 vertraten zunächst auch Historiker wie Alan J. P. Taylor die These, der Krieg in Spanien habe dazu geführt, dass Italien bereits vor dem Ausbruch des Zweiten Weltkrieges militärisch erschöpft gewesen sei. Mit dem Standardwerk von John F. Coverdale (1975) geriet diese Sicht in der Forschung jedoch über längere Zeit in den Hintergrund. Coverdale maß der italienischen Intervention in Spanien und den mit ihr verbundenen Verlusten an Menschen, Material und finanziellen Mitteln keine Bedeutung für Italiens spätere Kriegsführung zu. Er argumentierte, dass das nach Spanien gelieferte Kriegsmaterial im Wert von 6 Milliarden Lire nur einem gewöhnlichen Jahresbudget des italienischen Militärs entsprach. Außerdem sei der Großteil davon bereits bis September 1937 angekommen – drei Jahre vor dem Eintritt Italiens in den Zweiten Weltkrieg im Sommer 1940. Damit hätte Italien genug Zeit für eine ausreichende Vorbereitung auf den großen Konflikt gehabt. Außerdem habe es sich dabei ohnehin um veraltetes Material gehandelt. Anstatt Italiens Militär zu schwächen, hätte der Verlust des abgelaufenen Materials sowie die gesammelte Kampferfahrung laut Coverdale im Gegenteil als ein Stimulus für die italienische Kriegswirtschaft sowie zu einer höheren Effizienz der Armee beitragen müssen. Dass dies nicht erfolgte, sei gemäß Coverdale ausschließlich der politischen und militärischen Führung Italiens zuzuschreiben, die ihre Chancen verpasst habe, aus dem Spanischen Bürgerkrieg zu lernen. Diesen Ausführungen Coverdales folgen auch die einflussreichen Arbeiten von Stanley G. Payne (1987, 1998).
Insbesondere seit den 1990er Jahren messen Historiker der italienischen Intervention in den Spanischen Bürgerkrieg jedoch wieder zunehmend eine größere Bedeutung für Italiens weitere Kriegsführung zu, so die Arbeiten von Alberto Rovighi und Filippo Stefani (1992, 1993), Brian R. Sullivan (1992, 1993, 1995), Paul Preston (1999), Philip Morgan (2004) sowie die neuere Monographie von Javier Rodrigo (2016). Wie Brain R. Sullivan (1993), Paul Preston (1999) und Philip Morgan (2004) betonen, hatte Italiens Spanienkrieg bereits im Rahmen des gleichzeitig in Ostafrika fortdauernden Abessinienkrieges ernsthafte Konsequenzen. Der Fokus des Mussolini-Regimes auf den Spanischen Bürgerkrieg beraubte die Truppen in Italienisch-Ostafrika ihrer gepanzerten Fahrzeuge wie auch der Artillerie. Nachdem die Führung in Rom 1937 mit einer Kampagne von systematischen Bombardierungen der spanischen Städte begonnen hatte, fehlte zusätzlich eine ausreichend große Anzahl vom Bombern im Guerillakrieg gegen die abessinische Widerstandsbewegung. Damit rückte eine einfache militärische Unterwerfung Abessiniens in weite Ferne, und Italien war gleichzeitig in zwei große Kriege involviert, ohne die militärischen Mittel auch nur einen davon schnell zu Ende zu bringen. Dies hatte eine starke und zunehmende Belastung des italienischen Staatsbudgets zur Folge, die Mussolini bereits im November 1937 erheblich beunruhigte. Auch Heinrich August Winkler zufolge bedeutete für Italien die Intervention im Spanischen Bürgerkrieg eine kaum tragbare finanzielle und wirtschaftliche Belastung, da die Staatsausgaben 1936/37 im Vergleich zu 1934/35 auf fast das Doppelte anstiegen, das Defizit im Staatshaushalt sich beinahe verachtfachte und zudem die Lebenshaltungskosten im Jahre 1937 im Vergleich zum Vorjahr durch die Abwertung der Lira um 20 Prozent stiegen. Der Sieg in Spanien kostete Italien schließlich bis 1939 etwa 8,5 Milliarden Lire (bis zu 20 % der gesamten Militärausgaben zwischen 1936 und 1939), während im selben Jahr der noch bis 1941 weiterlaufende Abessinienkrieg die Gesamtkosten von etwa 39 Milliarden Lire erreichte. Diese Gelder fehlten dann 1939/40 für die Anschaffung neuer militärischer Ausrüstung, welche die Anwendung der in Spanien erprobten Kriegstaktiken während des Zweiten Weltkrieges ermöglicht hätte.
Schwerer noch als die finanzielle Belastung wog das verlorene Kriegsgerät, das die italienischen Truppen nach dem erfolgreichen Abschluss ihrer Intervention an Franco-Spanien übergaben, bzw. das von Italien während des Krieges zur Unterstützung an die Franquisten geliefert worden war. Neuere Forschungen betonen, dass, obwohl ein großer Teil des verlorenen Materials gegenüber den Standards von 1940/41 veraltet war, derartige Ausrüstung nichtsdestotrotz noch bis 1943 in der italienischen Armee verwendet wurde. In Nordafrika wären die 373 CR.32 Jäger den noch veralteteren britischen Flugzeugmodellen sogar überlegen gewesen. Darüber hinaus befand sich darunter auch eine nicht unbeträchtliche Zahl moderner Kriegsgeräte. So waren 100 Stück der 764 in Spanien hinterlassenen Flugzeuge dreimotorige SM.79 Bomber – ein Viertel des Gesamtbestandes der italienischen Luftwaffe. Ebenso gingen 442 moderne Artilleriegeschütze im Zuge der Intervention verloren. Der italienischen Industrie gelang es nicht, die in Spanien verlorenen Transport- und Panzerfahrzeuge zu ersetzen. In der Folge verfügte Italien beim Ausbruch des Zweiten Weltkriegs 1939 nur über 10 vollausgerüstete Divisionen sowie 850 moderne Kampfflugzeuge. Wolf Heckmann zufolge ließ Mussolini im Juni 1939, d. h. kurz nach Abschluss des Stahlpakts, Hitler brieflich mitteilen, dass Italien eine Friedensperiode von drei Jahren bräuchte und nicht vor 1943 zum Kriege gerüstet sei. Diese militärische Erschöpftheit sei laut Sullivan (1992) der Hauptgrund dafür gewesen, weshalb Mussolini sich zunächst aus dem Zweiten Weltkrieg heraushielt und eine italienische Beteiligung frühestens ab Frühjahr 1941 für möglich erachtete. Erst infolge des sich abzeichnenden Sieges NS-Deutschlands über Frankreich, sowie von verstärkten Rüstungsanstrengungen der italienischen Streitkräfte, vollzog Mussolini am 10. Juni 1940 den Kriegseintritt an der Seite Hitlers. Italiens Militär verfügte zu diesem Zeitpunkt über 19 vollausgerüstete Divisionen, 34 unvollständig ausgerüstete Divisionen und 2500 Flugzeuge, darunter 1600 moderne Modelle.
Ohne den Materialverlust in Spanien hätte Italien stattdessen bei seinem Kriegseintritt 1940 über – je nach Einschätzung – 30 bis 50 vollausgerüstete Divisionen verfügt. Besondere Bedeutung messen Historiker der Tatsache bei, dass die verlorenen Panzer, Geschütze und Fahrzeuge den Italienern die Aufstellung von zusätzlichen 4 bis 5 motorisierten Divisionen ermöglicht hätten. Diese hätten für die italienischen Angriffe auf Frankreich, Ägypten, den Sudan und Griechenland eine wesentliche Unterstützung dargestellt. Die Kosten für die italienischen Seestreitkräfte blieben relativ gering. Für Sullivan (1995) lag der größte Schaden für die Regia Marina jedoch darin, dass ihr zunehmender Erfolg während des Bürgerkrieges ihre Führung in der Fehlannahme bestärkte, dass die Schiffe, Militärdoktrin und Ausbildung ihrer Einheiten exzellent seien. Am schwerwiegendsten hätten sich die beschränkten Erfolge der aus großer Höhe durchgeführten italienischen Luftangriffe auf die republikanische Schifffahrt ausgewirkt, infolge welcher die Führung in Rom keine Notwendigkeit mehr in der Entwicklung von Torpedobombern sah. Stattdessen lieferten Italiens Marineoperationen der britischen Royal Navy die Möglichkeit, über einen längeren Zeitraum die Schwächen der italienischen Seestreitkräfte zu studieren. Die von den Briten gezogenen bzw. von den Italienern verpassten Lehren aus den Jahren 1936 bis 1939 offenbarten sich Sullivan zufolge dann in der Zerschlagung der italienische See- und U-Boot-Flotte im Jahr 1940.
Auch Javier Rodrigo (2016) misst der italienischen Intervention (zusammen mit dem Abessinienkrieg) eine Schlüsselrolle für das spätere militärische Versagen Italiens ab 1940 bei. Das reduzierte Militärbudget und damit zusammenhängend reduzierte Investitionen in die italienische Rüstungsindustrie, das Zurücklassen einer großen Materialmenge in Spanien sowie das unkritische, übersteigerte militärische Selbstbewusstsein der italienischen Führung hätten fatale Folgen für Italiens spätere Kriegsführung gehabt. Rodrigo resümiert: „Mussolini gewann den Spanienkrieg. Aber in Spanien hat er vielleicht den Weltkrieg verloren.“